# ناگانوما، هوکایدو
ناگانوما، هوکایدو (به لاتین: Naganuma, Hokkaido) یک منطقهٔ مسکونی در ژاپن است که در Sorachi Subprefecture واقع شده‌است.
 ناگانوما  ۱۲٬۳۷۶ نفر جمعیت دارد.